# Shahid Masood
 (août 2009).
Si vous disposez d'ouvrages ou d'articles de référence ou si vous connaissez des sites web de qualité traitant du thème abordé ici, merci de compléter l'article en donnant les références utiles à sa vérifiabilité et en les liant à la section « Notes et références ».
Shahid Masood Khan (ourdou : شاہد مسعود خان), né en 1948, est un médecin, journaliste, chroniqueur, animateur de télévision et analyste politique pakistanais. Il est devenu très populaire à la suite de son émission Meray Mutabiq (dont le titre signifie littéralement en ourdou : « selon moi »), sur la chaîne Geo TV, en traitant dans l'émission des points de vue sur la politique du Pakistan et les faux préjugés concernant l'Islam. Il a également été le directeur de ARY One World.

## Biographie
Shahid a passé une partie importante de son enfance en Arabie Saoudite. Son père a été un ingénieur civil là-bas durant 15 ans. Il a reçu le diplôme de MBBS à l'Université Médicale de la Province de Sindh, à Karachi.